# Ana Vásquez-Bronfman
Pour les articles homonymes, voir Vásquez (homonymie) et Bronfman.
 (juillet 2018).
Ana Vásquez-Bronfman, née Ana Luisa Bronfman Weinstein le 18 décembre 1931 à Providencia (Chili), et morte le 17 novembre 2009 à Paris 10e, est une écrivaine, professeur, ethnologue et chercheuse chilienne.

## Biographie
Son père, Samuel Bronfman est d'origine russe, et sa mère, Ida Weinstein Rudoy d'origine ukrainienne. Elle fait ses études en psychologie, avec une mineure en français, à l'université du Chili. Elle épouse Oscar Vásquez Pedemonte : le couple aura sept enfants.
De 1967 à 1973, Ana Vásquez-Bronfman est professeur de psychologie de l'éducation à l'université du Chili avant de fuir la dictature militaire d'Augusto Pinochet et venir s'installer à Paris en 1974. Chercheur au CNRS, au sein de l'unité de recherche en sociologie de l'éducation, elle travaille, de 1984 à 2001 au CERLIS. 
Elle est lauréate de la médaille de bronze du CNRS pour ses travaux sur la sexualité des femmes[réf. souhaitée].
En littérature, Les Bisons, les Bonzes et le Dépotoir (1977), son premier roman traitant des tortures physiques sous des gouvernements autoritaires, est consacré Livre du mois par Le Monde diplomatique. Non traduit en français, son roman Los mundos de Circe (1999) lui vaut le Prix du Consejo Nacional del Libro y de la Lectura de Santiago.[réf. souhaitée]

## Œuvre

### Romans
- Les Bisons, les Bonzes et le Dépotoir, traduit de l'espagnol par Danièle Kaiser et Jean-Paul Cortada, Lyon, éd. Fédérop, 1977 (d'abord publié en français)
- Abel Rodríguez y sus hermanos, 1981 Publié en français sous le titre Abel Rodriguez et ses frères, traduit par Françoise Campo-Timal et Annie Morvan, Paris, éditions des femmes, 1983  (ISBN 2-7210-0242-2)
- (es) Mi amiga Chantal, 1997
- (es) Los mundos de Circe, 1999
- (es) Corazón rebelde, 2002 (en collaboration avec Cacho Vásquez) Roman d'abord publié en 1985 sous le titre Sebasto's angels, Paris, La Découverte (ISBN 2-7071-1537-1)

### Études
- (es) Problemas de adaptación de los hijos de refugiados del cono Sur de América latina en Francia, Cimade, 1978
- Exils latino-américains : la malédiction d'Ulysse, L'Harmattan, 1988
- La Socialisation à l'école. Approche ethnographique, Presses universitaires de France, 1996
- (Dir.) Recherches ethnographiques en Europe et en Amérique du Nord, éd. Anthropos, 1999

## Prix et distinctions
- Prix du Consejo Nacional del Libro y de la Lectura de Santiago 1999 pour le roman Los mundos de Circe[1]
- Médaille de bronze du CNRS[1]